# Menkhauser Bachtal (BI)
Koordinaten: 51° 57′ 0″ N, 8° 38′ 7″ O

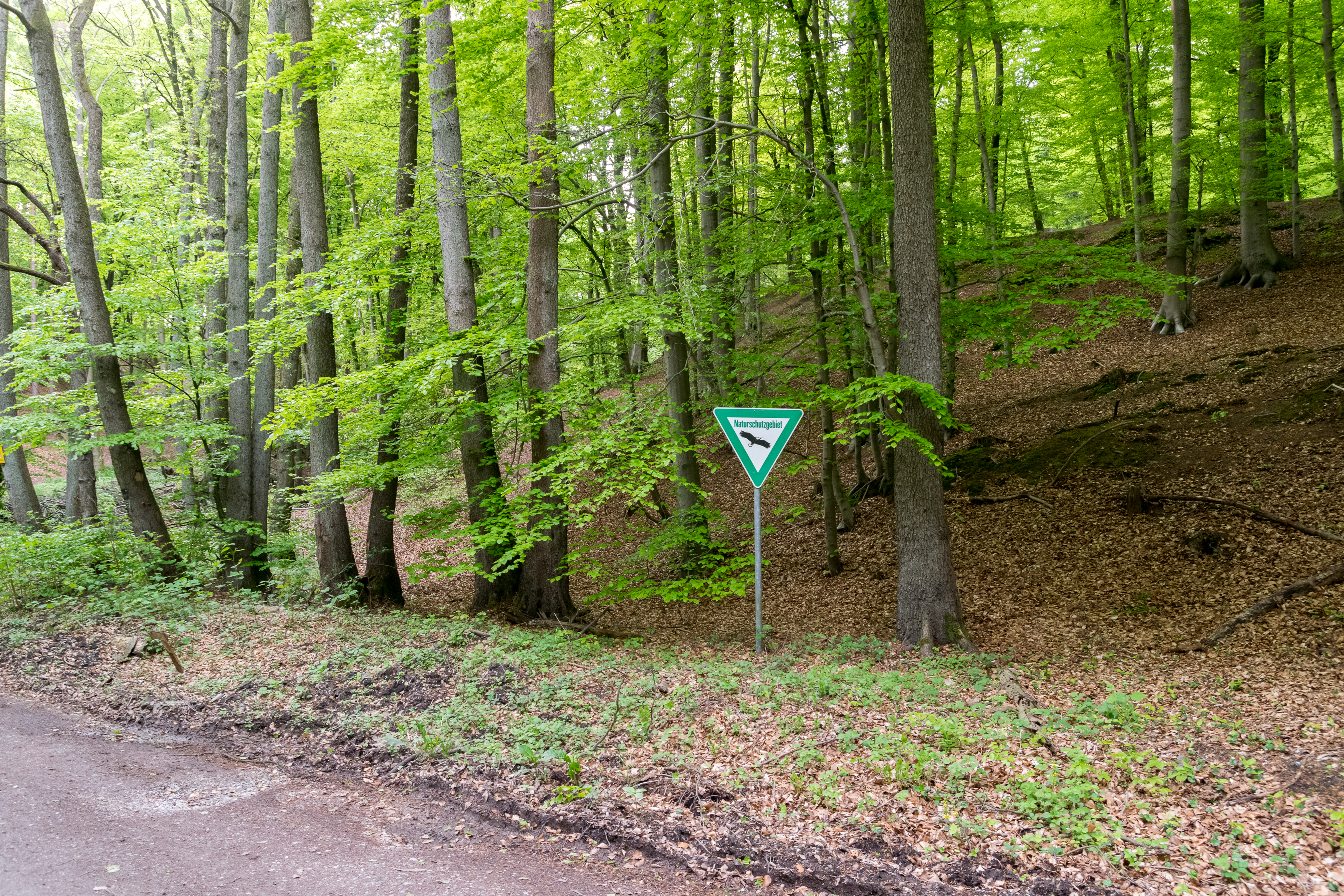
Naturschutzgebiet Menkhauser Bachtal (BI) (Mai 2018)

Das Naturschutzgebiet Menkhauser Bachtal liegt im Stadtbezirk Sennestadt der kreisfreien Stadt Bielefeld in Nordrhein-Westfalen. 
Das aus zwei Teilflächen bestehende Gebiet erstreckt sich östlich von Dalbke und südwestlich von Oerlinghausen entlang des Menkhauser Baches. Unweit südlich des Gebietes verläuft die A 33 und östlich die Landesstraße L 751. Im südlichen Bereich kreuzt die L 756 das Gebiet. Nordwestlich erstreckt sich das etwa 542 ha große Naturschutzgebiet (NSG) Östlicher Teutoburger Wald (LP BI-Senne), nordöstlich das etwa 2320 ha große NSG Östlicher Teutoburger Wald und östlich das etwa 16,1 ha große NSG Menkhauser Bachtal mit Schopketal.

## Bedeutung
Das etwa 37,2 ha große Gebiet wurde im Jahr 1990 unter der Schlüsselnummer BI-011 unter Naturschutz gestellt. Schutzziel ist der Erhalt eines äußerst vielfältigen, landschaftsraumübergreifenden Talraumes insbesondere mit schutzwürdigen Feuchtwald-, Feuchtbrache- und Fließgewässerlebensräumen.